# C-236
La antigua comarcal C-236 era una carretera que comunicaba Castellón de la Plana con Nules, ambas en la provincia de Castellón.

## Nomenclatura
La antigua carretera C-236 pertenecía a la red de carreteras comarcales del Ministerio de Fomento. Su nombre está formado por: C, que indica que era una carretera comarcal de nivel estatal; y el 236 es el número que recibe según el orden de nomenclaturas de las carreteras comarcales, según donde comiencen, su distancia a Madrid y si son radiales o transversal respecto a la capital.

## Trazado actual
Actualmente, como todas las carreteras comarcales, la C-236 no existe como tal, sino que ha sido transferida a la Generalidad Valenciana y ha tomado otras nomenclaturas.
Además, también ha visto modificado su trazado, ya que la antigua C-236 comenzaba en el mismo núcleo urbano de Castellón, atravesaba los municipios de Almazora y Burriana por el centro y finalizaba en la N-340 en mismo casco urbano de Nules. Actualmente, la CV-18 comienza fuera completamente de la ciudad de Castellón (en la CS-22), y circunvala Almazora, Burriana y Nules para finalizar en la N-340 al norte de este último.

### Renombramiento
- CV-18 : Entre Castellón de la Plana y Nules.

- Datos: Q5736597